# لاس توريس دي كوتياس
بلدية لاس توريس دي كوتياس (بالإسبانية: Las Torres de Cotillas) هي بلدية تقع في منطقة مرسية جنوب شرق إسبانيا.

## الديموغرافيا
بلغ عدد سكان بلدية لاس توريس دي كوتياس 21.443 نسمة عام 2011 (وفقاً للمعهد الوطني الإسباني للإحصاء).
| 15.093 | 15.617 | 16.695 | 18.134 | 19.611 | 21.062 | 21.443 |

## أعلام
- روث لورينزو
- خوان خوسيه غارسيا مارتينيز